# Arabella Kiesbauer
Cosima Arabella-Asereba Kiesbauer (n. 8 aprilie 1969, Viena, Austria), mai cunoscută ca Arabella Kiesbauer, este o prezentatoare de televiziune austro-germană care a prezentat Concursul Muzical Eurovision 2015 alături de Mirjam Weichselbraun și Alice Tumler.